# Wspięga pospolita
Wspięga pospolita, fasolnik egipski, chropawiec pospolity (Lablab purpureus (L.) Sweet) – jeden z gatunków rośliny z rodziny bobowatych (motylkowatych). Prawdopodobnie pochodzi z tropikalnej Afryki, obecnie jest często uprawiany w krajach o klimacie tropikalnym.

## Morfologia
Roślina jednoroczna. Ma wijącą się łodygę o długości do 2 m i trzylistkowe liście. Fioletowe, szkarłatne lub białe motylkowe kwiaty zebrane są w groniaste kwiatostany. Owocem jest strąk.

## Zastosowanie
- W krajach tropikalnych jest uprawiany dla jadalnych nasion i strąków oraz jako roślina pastewna[5].
- W Europie jest uprawiany jako roślina ozdobna.